# هانس والدمان
هانس والدمان (بالألمانية: Hans Waldmann)‏ هو عسكري ألماني، ولد في 24 سبتمبر 1922 في براونشفايغ في ألمانيا، وتوفي في 18 مارس 1945 في شفارتسينبك في ألمانيا.